# فیوگستا
فیوگستا (به سوئدی: Fjugesta) یک منطقهٔ مسکونی در سوئد است که در بخش لاکه‌بری واقع شده‌است. فیوگستا ۲٫۰۹ کیلومتر مربع مساحت و ۲٬۰۳۳ نفر جمعیت دارد.